# Aphalanthus conradti
Aphalanthus conradti là một loài bọ cánh cứng trong họ Cerambycidae.